# Закон об экономике (20 марта 1933)
Закон об экономике от 20 марта 1933 года (англ. Economy Act of March 20, 1933, 38 U.S.C. § 701) — американский законодательный акт, принятый Конгрессом США в период Нового курса — в марте 1933 года; закон, направленный на сокращение дефицита федерального бюджета, сократил зарплаты госслужащим и выплаты ветеранам Первой мировой войны — общие расходы были снижены на 243 миллионов долларов. Законопроект, предполагавший сокращение на 500 миллионов, был в значительной мере составлен директором по бюджету Льюисом Дугласом и адвокатом Гренвиллом Кларком.